# Mirza Kadim Erivani

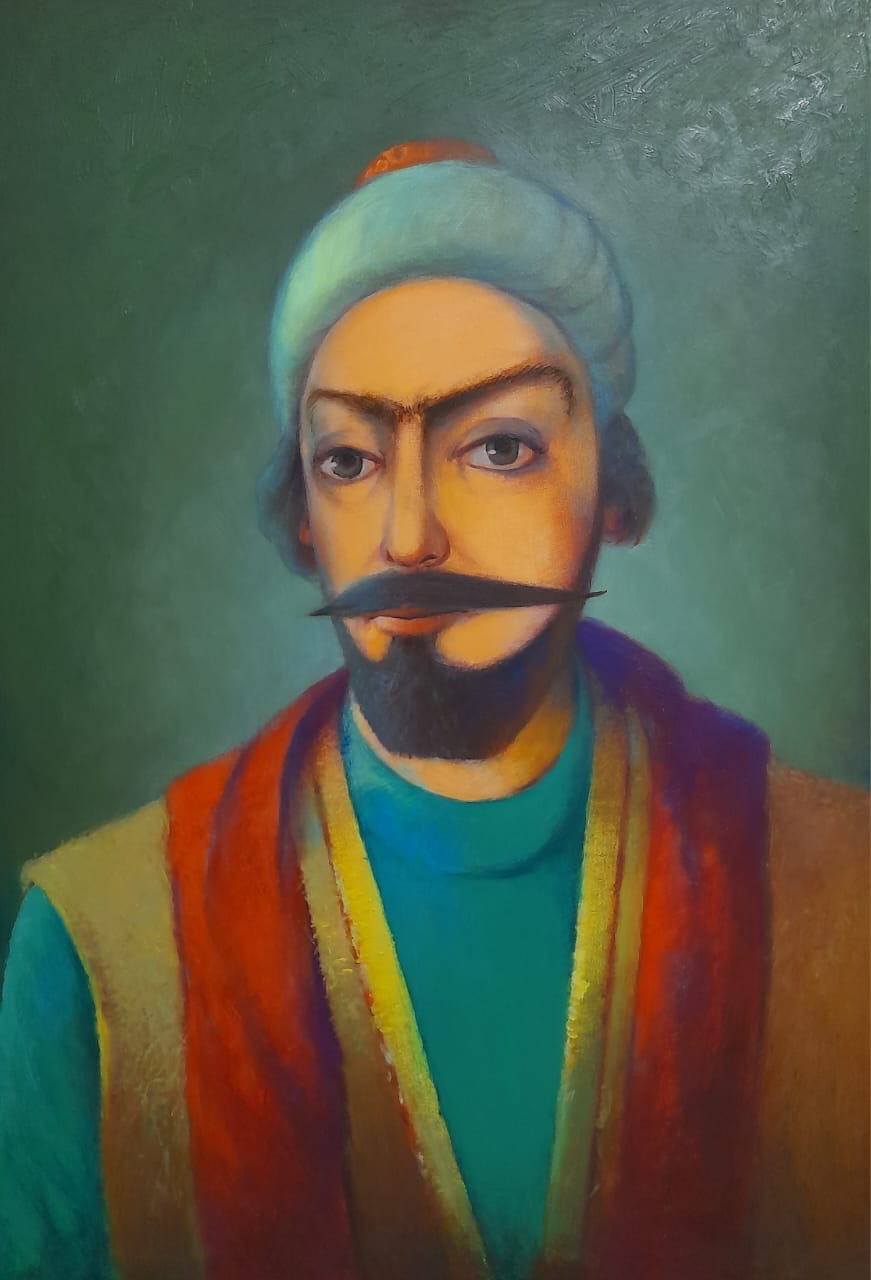
Mirza Kadim Erivani durch den Pinsel des aserbaidschanischen Künstlers Telman Abdinov

Mirza Kadim Erivani (* 1825 in Jerewan, Khanat Jerewan; † 1875 ebenda Russisches Kaiserreich; aserbaidschanisch Mirzə Qədim İrəvani) war der erste aserbaidschanische Maler im europäischen Sinne.
Erivani erstellte zeichnerische Schablonen für die Stickerei, Wandmalereien und andere. In den Erivani-Porträts (Fatali Shah, Sitzende Frau, junger Mann – ausgestellt im Nationalen Kunstmuseum von Aserbaidschan, Baku) verwendete er eine spezielle Form der Plastik – analog zum abgebildeten Modell – was eine Überwindung der Ebenheit des Bildes in der traditionellen aserbaidschanischen Kunst darstellt.